# کارلوس آزکی
کارلوس آزکی (انگلیسی: Carlos Auzqui؛ زادهٔ ۱۶ مارس ۱۹۹۱) بازیکن فوتبال اهل آرژانتین است.
از باشگاه‌هایی که در آن بازی کرده‌است می‌توان به باشگاه فوتبال ریور پلاته اشاره کرد.